# Černá Ostravice
Černá Ostravice (též Černá) je potok v Moravskoslezském kraji, který odvodňuje menší oblast na jihu okresu Frýdek-Místek a představuje jednu ze dvou zdrojnic řeky Ostravice. Potok tvoří část historické zemské hranice Moravy a Slezska, jakož i přibližně polovinu severní hranice obce Bílá.

## Popis toku
Černá Ostravice pramení v jižní části Moravskoslezských Beskyd v nadmořské výšce kolem 850 m při jihozápadním okraji osady Bílý Kříž (součást obce Staré Hamry). V těsné blízkosti pramene probíhá přes vrch Súľov (903 m) státní hranice se Slovenskem a zároveň hlavní evropské rozvodí Odra-Dunaj. Necelé dva kilometry pod pramenem, v nichž Černá Ostravice přijímá několik bezejmenných přítoků zprava a jeden zleva, se nachází klauza Černá Ostravice. Celý tok Černé Ostravice míří neosídlenou lesnatou krajinou zhruba jihozápadním směrem a po necelých deseti kilometrech se potok nad obcí Staré Hamry slévá s Bílou Ostravicí, čímž vzniká řeka Ostravice. Pro vodárenskou nádrž Šance, ležící těsně pod soutokem, jsou Černá a Bílá Ostravice hlavními zdroji čisté vody.
Podél celého toku Černé Ostravice vede po zpevněné cestě zeleně značená turistická trasa s názvem Cyrilometodějská stezka, horní část stezky je označována též názvem Moravská cesta; cyklotrasa vede z větší části po nedaleké rovněž zpevněné souběžné cestě zvané Slezská cesta.

## Hlavní přítoky
(levý/pravý)
- Lučný potok (P)